# Rueda giratoria

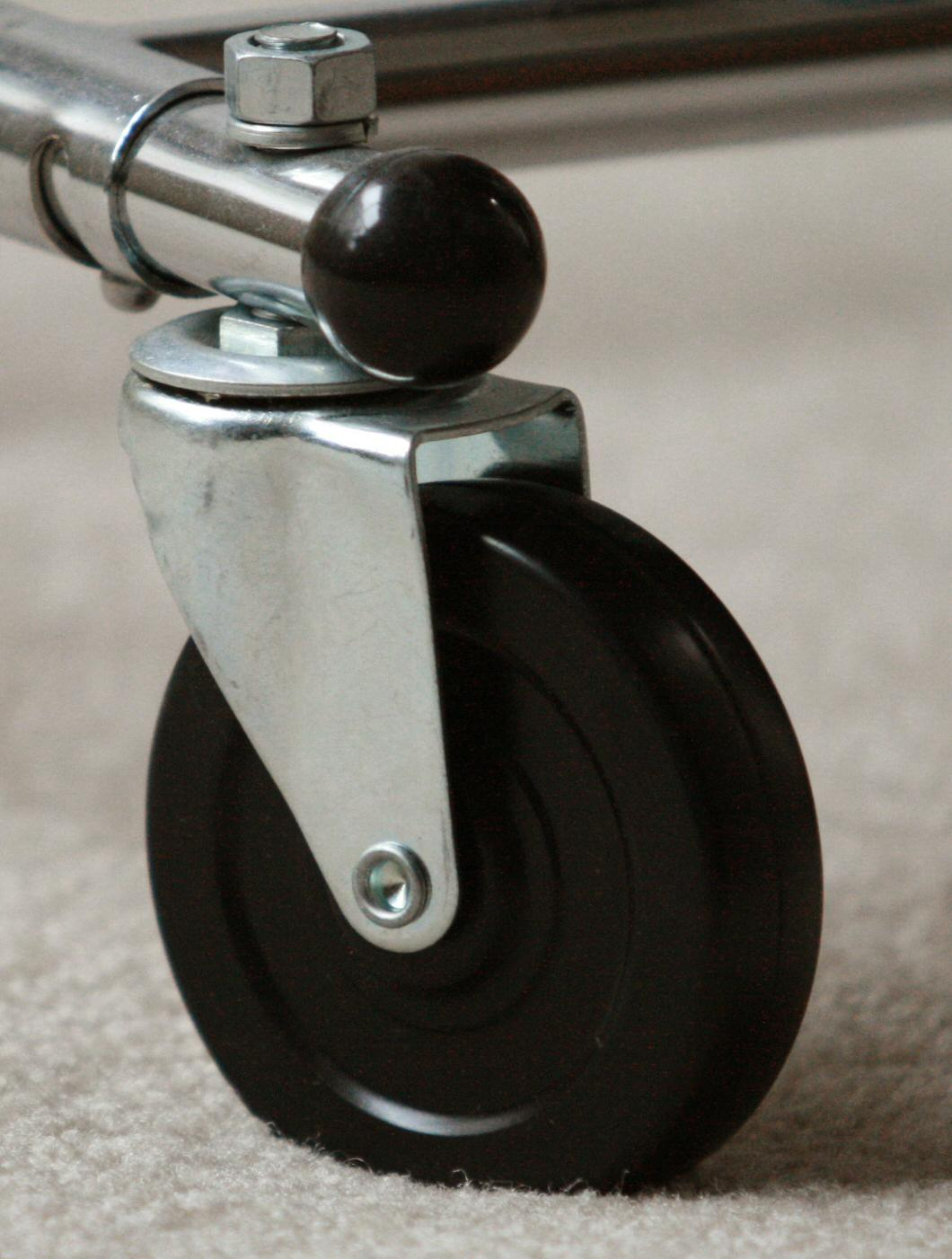
Rueda giratorias caster.

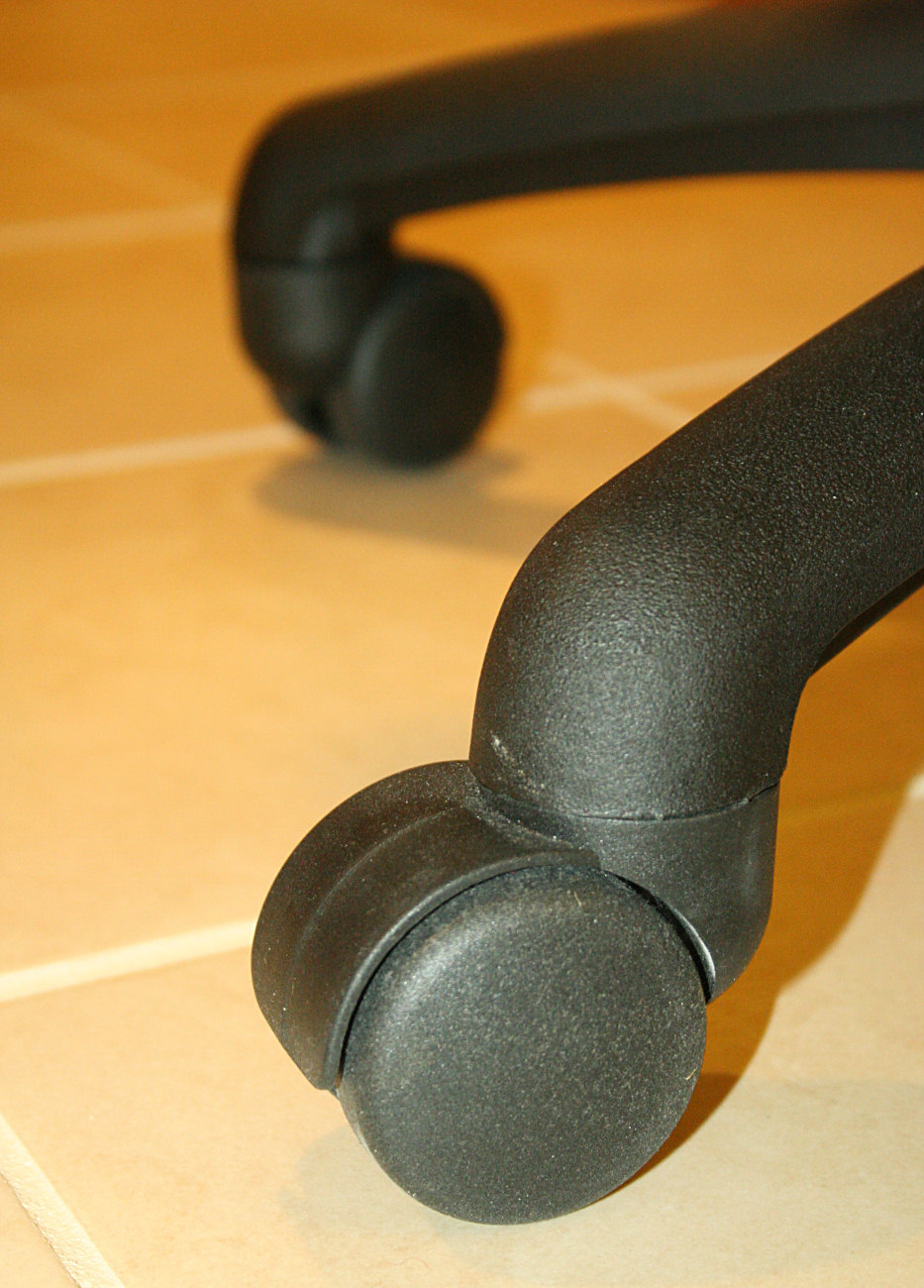
Dos ruedas giratorias caster en una silla de escritorio.

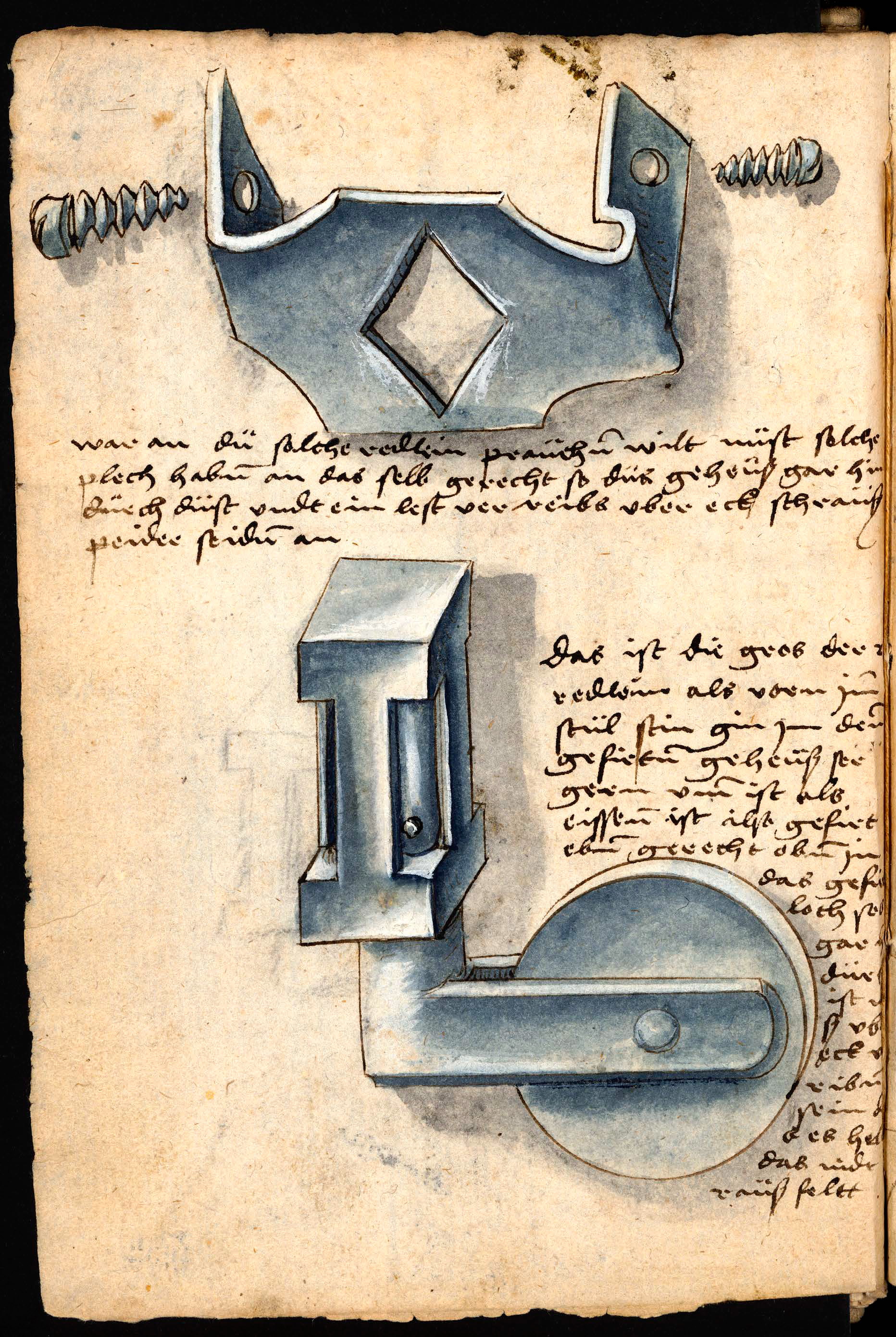
Dibujo de un rueda giratoria del Códice Löffelholz, Nuremberg 1505

Una rueda giratoria o rueda caster (del inglés caster wheel o castor wheel) es una rueda sin propulsión diseñada para ser sujetada en la base de un objeto más grande (el "carro") para permitir que ese objeto sea desplazado por rodadura. También es conocida como rodaja (en México), rodachina (en Colombia), o soporte rodante (en España). Están disponibles en varios tamaños, y son generalmente hechas de goma, plástico, nailon, aluminio, poliuretano o acero inoxidable.
Las ruedas giratorias tienen numerosas aplicaciones, incluyendo carritos de compra, sillas de oficina, camas de hospital, y equipamiento de manejo de materiales. Los modelos de alta capacidad, alto rendimiento se utilizan en muchas aplicaciones industriales, como camiones de plataforma, carretas, líneas de ensamble, y líneas de estopa en plantas. Generalmente, estas ruedas operan bien en superficies lisas y planas.